# Klub kawalerów (dramat)
Klub kawalerów – komedia Michała Bałuckiego w trzech aktach. Premiera odbyła się 20 sierpnia 1890.

## Fabuła
Bohaterami utworu są członkowie klubu kawalerów: mężczyźni o bardzo różnych charakterach i doświadczeniach życiowych, których łączy jedynie niechęć do instytucji małżeństwa. Spotkania klubu odbywają się w restauracji. Akcja rozpoczyna się w momencie, gdy na zebraniu pojawia się młody człowiek - Topolnicki, który na skutek zawodu miłosnego postanowił dołączyć do klubu. Niezłomne zasady członków klubu kawalerów zostają wystawione na próbę, gdy w okolicy pojawia się czarująca wdówka - Ochotnicka.

## Inscenizacje (wybór)[3]
| Teatr                                                           | Rok premiery | Reżyseria                   |
| --------------------------------------------------------------- | ------------ | --------------------------- |
| Teatr Miejski we Lwowie                                         | 1901         |                             |
| Teatr Miejski w Bydgoszczy                                      | 1921         | Józef Karbowski             |
| Teatr Miejski w Bydgoszczy                                      | 1928         | Kazimierz Korecki           |
| Teatr im. Wojciecha Bogusławskiego w Warszawie                  | 1923         | Władysław Roszkowski        |
| Teatr Nowy w Poznaniu                                           | 1924         | Kazimierz Korecki           |
| Teatr Nowy w Poznaniu                                           | 1963         | Ireneusz Kanicki            |
| Teatr Narodowy w Warszawie                                      | 1934         | Aleksander Węgierko         |
| Teatr im. Juliusza Słowackiego w Krakowie                       | 1935         |                             |
| Teatr Ziemi Pomorskiej                                          | 1936         | Antoni Piekarski            |
| Teatr Ziemi Pomorskiej                                          | 1949         | Mieczysław Wielicz          |
| Teatr Ziemi Pomorskiej                                          | 1952         | Mieczysław Wielicz          |
| Teatr Polski Bielsko-Cieszyn                                    | 1945         | Stanisław Skalski           |
| Teatr Polski Bielsko-Cieszyn                                    | 1953         | Andrzej Uramowicz           |
| Teatr Polski (obecnie im. Hieronima Konieczki) w Bydgoszczy     | 1945         | Czesław Strzelecki          |
| Teatr Polski (obecnie im. Hieronima Konieczki) w Bydgoszczy     | 1969         | Teresa Żukowska             |
| Teatr Polski (obecnie im. Hieronima Konieczki) w Bydgoszczy     | 2010         | Łukasz Gajdzis              |
| Teatr (obecnie im. Jana Kochanowskiego) w Opolu                 | 1946         | Wacław Zdanowicz            |
| Teatr (obecnie im. Juliusza Osterwy) w Lublinie                 | 1947         | Czesław Strzelecki          |
| Teatr (obecnie im. Juliusza Osterwy) w Lublinie                 | 1969         | Jerzy Wróblewski            |
| Teatr im. Wojciecha Bogusławskiego w Kaliszu                    | 1948         | Jan Bielicz                 |
| Teatr im. Wojciecha Bogusławskiego w Kaliszu                    | 1968         | Alina Obidniak              |
| Teatr im. Wojciecha Bogusławskiego w Kaliszu                    | 1979         | Jan Kwapisz                 |
| Teatr Powszechny TUR w Krakowie                                 | 1948         | Stefan Orzechowski          |
| Teatry Miejskie w Częstochowie                                  | 1948         | Stefan Orzechowski          |
| Teatr Wybrzeże w Gdyni                                          | 1948         | Stefan Orzechowski          |
| Teatr Powszechny w Łodzi                                        | 1949         | Karol Adwentowicz           |
| Teatr Powszechny w Łodzi                                        | 1960         | Adam Daniewicz              |
| Teatr Powszechny w Łodzi                                        | 1967         | Jerzy Wróblewski            |
| Teatr im. Stefana Żeromskiego w Kielcach (dawniej Kielce-Radom) | 1949         | Irena Grywińska-Adwentowicz |
| Teatr im. Stefana Żeromskiego w Kielcach (dawniej Kielce-Radom) | 1969         | Andrzej Dobrowolski         |
| Teatr Polski w Poznaniu                                         | 1949         | Tadeusz Chmielewski         |
| Teatr Miasta Świdnicy                                           | 1949         | Wiktor Biegański            |
| Ludowy Teatr Muzyczny w Warszawie                               | 1950         | Janusz Strachocki           |
| Teatr im. Stefana Jaracza w Olsztynie(dawniej Olsztyn-Elbląg)   | 1950         | Stanisław Milski            |
| Teatr im. Stefana Jaracza w Olsztynie(dawniej Olsztyn-Elbląg)   | 1976         | Irena Górska                |
| Teatr Dolnośląski w Jeleniej Górze                              | 1950         | Marian Bogusławski          |
| Teatr im. Aleksandra Węgierki w Białymstoku                     | 1950         | Feliks Chmurkowski          |
| Teatr im. Aleksandra Węgierki w Białymstoku                     | 1972         | Jan Kwapisz                 |
| Teatry Dramatyczne we Wrocławiu                                 | 1953         | Janusz Obidowicz            |
| Teatr Ziemi Rzeszowskiej                                        | 1956         | Bronisław Kassowski         |
| Teatr Polski w Szczecinie                                       | 1956         | Jan Maciejowski             |
| Teatr Zagłębia w Sosnowcu                                       | 1958         | Tadeusz Przystawski         |
| Teatr im. Aleksandra Fredry w Gnieźnie                          | 1959         | Zbigniew Kopalko            |
| Teatr Rozmaitości w Krakowie                                    | 1960         | Maria Biliżanka             |
| Teatr Klasyczny w Warszawie                                     | 1960         | Józef Słotwiński            |
| Teatr Popularny w Grudziądzu                                    | 1962         | Czesław Strzelecki          |
| Bałtycki Teatr Dramatyczny im. Juliusza Słowackiego             | 1963         | Teresa Żukowska             |
| Teatr im. Juliusza Osterwy w Gorzowie Wielkopolskim             | 1965         | Zbigniew Stok               |
| Teatr im. Adama Mickiewicza w Częstochowie                      | 1967         | Jerzy Ukleja                |
| Teatr Ziemi Mazowieckiej w Warszawie                            | 1969         | Tadeusz Aleksandrowicz      |
| Lubuski Teatr im. Leona Kruczkowskiego w Zielonej Górze         | 1971         | Alina Obidniak              |
| Teatr Śląski im. Stanisława Wyspiańskiego w Katowicach          | 1971         | Józef Słotwiński            |
| Teatr Dramatyczny w Wałbrzychu                                  | 1975         | Ewa Kołogórska              |
| Teatr Dramatyczny w Legnicy                                     | 1979         | Irena Górska-Damięcka       |
| Teatr Nowy w Warszawie                                          | 1982         | Mariusz Dmochowski          |
| Teatr im. Wandy Siemaszkowej w Rzeszowie                        | 1983         | Józef Czernecki             |
| Teatr Nowy w Zabrzu                                             | 1986         | Józef Słotwiński            |

## Spektakle muzyczne
Muzykę do Klubu kawalerów skomponował Jerzy Derfel. Teksty piosenek na użytek inscenizacji muzycznych napisała Joanna Kulmowa. W tej oprawie muzycznej wystawiano tę sztukę w:
- Operetce Śląskiej w Gliwicach (1977, reż. Józef Słotwiński)
- Teatrze Muzycznym w Poznaniu (1978, reż. Henryk Olszewski)

W 2013 r. w Teatrze Muzycznym im. Danuty Baduszkowej w Gdyni odbyła się premiera Klubu kawalerów (reż. Justyna Celeda) z muzyką Adama Markiewicza. Teksty piosenek napisała Krystyna Wodnicka.

## Spektakle radiowe
- Klub kawalerów (1951, reż. Jan Koecher)
- Klub kawalerów (2006, reż. Janusz Kukuła)

## Spektakle telewizyjne
- Klub kawalerów (1957, reż. Rudolf Ratschka)[6]
- Klub kawalerów (1965, reż. Józef Słotwiński)[7]
- Klub kawalerów (2001, reż. Krystyna Janda)[8]

## Ekranizacja
Na podstawie sztuki Michała Bałuckiego został nakręcony film muzyczny pt. Klub kawalerów (1962, reż. Jerzy Zarzycki).